# Mário Sperry
José Mário Sperry (Porto Alegre, 28 de setembro de 1966) é um brasileiro lutador de artes marciais mistas da categoria peso-pesado. Sua especialidade é o jiu-jitsu brasileiro, o grappling e a luta de solo. Ele também é um dos fundadores da Brazilian Top Team [en], onde treinou lutadores como Antônio Rodrigo Nogueira, Antônio Rogério Nogueira, Ricardo Arona e Paulo Filho, entre outros.

## Carreira
Nascido em uma família abastada, Sperry frequentou um colégio militar onde praticou esportes como polo aquático, voleibol e futebol. Iniciou sua carreira nas artes marciais aprendendo Judô Kodokan com o mestre Georges Mehdi. Como faixa-marrom, expandiu seu treinamento para o jiu-jitsu brasileiro com Carlson Gracie, tornando-se um de seus principais aprendizes. Sperry conquistou sua faixa-preta nesse esporte no Campeonato Mundial de Jiu-Jitsu de 1995, onde venceu a divisão de peso-pesado faixa-preta. Dizia-se popularmente que, até aquele momento, ele não havia perdido um único ponto em sua carreira competitiva anterior. Ele ganhou o apelido "Zé Máquina" por seu desempenho incansável, que mais tarde foi adaptado para "Máquina Zen" ao ser apresentado nos Estados Unidos.
Tendo estreado nas artes marciais mistas em 1995, Sperry fez sua estreia nos Estados Unidos no evento Extreme Fighting, onde foi apresentado como detentor de um cartel de 272 vitórias e nenhuma derrota. Na primeira rodada do torneio, enfrentou o lutador equatoriano Rudyard Moncayo, a quem derrotou por ground and pound, mas a segunda rodada teve um desfecho diferente contra Igor Zinoviev vs Mario Sperry.
Embora Sperry tenha conseguido derrubar Zinoviev e assumir posições dominantes em várias ocasiões, o russo escapava para a posição em pé a cada tentativa. Após dez minutos, Sperry tentou aplicar um mata-leão enquanto Zinoviev estava de costas e segurava a grade, mas escorregou e caiu à frente do adversário, recebendo um chute no rosto. Mesmo assim, Sperry conseguiu derrubar Zinoviev novamente, mas o chute abriu um corte profundo, forçando Sperry a desistir, e a luta foi interrompida, dando a vitória a Igor.

### ADCC
Na primeira edição do Campeonato Mundial de Submission do ADCC em 1998, Sperry venceu a divisão até 99 kg ao derrotar Ricardo Almeida e a divisão absoluto ao derrotar Ricardo Morais. No ano seguinte, Sperry venceu Enson Inoue para se tornar o primeiro Campeão de Superluta, e defendeu o título com sucesso contra Roberto Traven na edição de 2000, antes de ser derrotado por Mark Kerr pelo campeonato em 2001. Em janeiro de 2022, Sperry foi anunciado como um dos membros da classe inaugural do Hall da Fama do ADCC.

### PRIDE
Em 2001, Sperry estreou no Pride Fighting Championships, onde a Brazilian Top Team estava competindo. Sua primeira luta foi uma importante vitória contra Igor Vovchanchyn, a quem derrubou e finalizou com um triângulo de braço. Em seguida, enfrentou Murilo Rua da Chute Boxe, equipe que se tornaria rival da BTT após essa luta. No início do combate, Rua acertou vários golpes em Sperry, tanto em pé quanto no solo, mas Sperry respondeu com uma tentativa de triângulo de braço e buscou posições dominantes. No entanto, Rua escapou e desferiu mais golpes, incluindo um chute estilo futebol no rosto. No segundo round, Sperry quase finalizou com uma chave de joelho rolando e uma kimura, mas Murilo evitou as finalizações e aplicou várias joelhadas na cabeça. No terceiro round, Rua dominou Sperry, garantindo a vitória por decisão unânime.
Sperry se recuperou da derrota ao vencer Andrei Kopylov, do Russian Top Team, ex-campeão mundial de sambo. Enquanto Kopylov jogava defensivamente no solo, Sperry aplicou chutes e golpes, causando um corte na boca que levou à interrupção médica enquanto Kopylov tentava uma chave de joelho. Mais tarde, no PRIDE Shockwave 2003, Sperry enfrentou a estrela em ascensão do Pancrase, Yuki Kondo, em uma luta equilibrada. Eles trocaram chaves de perna no solo, e Sperry conseguiu uma derrubada espetacular, mas danos ao seu olho causados por socos anteriores forçaram o árbitro a interromper a luta.
Em 2004, Sperry retornou ao PRIDE na série PRIDE Bushido, onde nocauteou Mike Bencic com um único soco. No ano seguinte, enfrentou o judoca Hirotaka Yokoi em uma luta desigual, com Sperry dominando Yokoi, que estava na posição de tartaruga, com joelhadas e chutes estilo futebol, garantindo a vitória. A última luta de Sperry na promoção foi contra o treinador de Yokoi, o renomado Tsuyoshi "TK" Kohsaka, em 2006. A luta foi curta, com os dois trocando socos antes de Kohsaka acertar um soco de direita para o nocaute.

## Vida pessoal
Sperry tem uma filha nascida em março de 2005. Ele também é um surfista competitivo apaixonado. Além de sua carreira como lutador, Sperry possui graduação em economia.

## Conquistas e realizações

### Grappling
- Campeonato Mundial de Submission do ADCC
  - 2022: Hall da Fama (classe inaugural)
  - 2000: Campeonato de Superluta: derrotou Roberto Traven
  - 1999: Campeonato de Superluta: derrotou Enson Inoue
  - 1998: Até 99 kg: 1º lugar, Absoluto: 1º lugar
- Campeonatos Mundiais da CBJJ
  - 1999: Faixa-Preta Absoluto: 3º lugar, Faixa-Preta Super-Pesado: 2º lugar
  - 1998: Faixa-Preta Absoluto: 1º lugar
  - 1997: Faixa-Preta Super-Pesado: 1º lugar, Faixa-Preta Absoluto: 3º lugar
  - 1996: Faixa-Preta Pesadíssimo: 1º lugar
  - Eleito Melhor Faixa-Marrom do Brasil em 1992
  - Eleito Melhor Faixa-Roxa do Brasil em 1990
- Campeonato Mundial da IBJJF
  - 2017: Faixa-Preta Master 5 Super-Pesado: 1º lugar
  - 2017: Faixa-Preta Master 5 Absoluto: 2º lugar
- Outros
  - Campeão Mundial Faixa-Preta do Mundial em 1996, 1997 e 1998
  - Campeão Nacional Brasileiro Faixa-Preta Peso-Pesado em 1994 e 1995

### Artes Marciais Mistas
- Coliseum 2000
  - Campeonato Peso-Pesado do Coliseum 2000 (uma vez)
- Extreme Fighting
  - Vice-campeão do Torneio Peso-Médio do Extreme Fighting
- Martial Arts Reality Super Fight
  - Campeonato de Superluta do Martial Arts Reality (uma vez)
- Ultimate Caged Combat
  - Vencedor do Torneio Geral do Ultimate Caged Combat de 1997
- Outros
  - Campeão da Superluta de Vale Tudo no Titanic Duel no Brasil em 1995

## Mixed martial arts record
| Cartel no MMA   |             |            |
| 17 lutas        | 13 vitórias | 4 derrotas |
| Por nocaute     | 7           | 3          |
| Por finalização | 3           | 0          |
| Por decisão     | 3           | 1          |

## Histórico de lutas de MMA
| Res.    | Cartel | Oponente           | Método                                   | Evento                                       | Data                    | Round | Tempo | Local                             | Notas                                      |
| ------- | ------ | ------------------ | ---------------------------------------- | -------------------------------------------- | ----------------------- | ----- | ----- | --------------------------------- | ------------------------------------------ |
| Vitória | 13–4   | Lee Hasdell        | Finalização (mata-leão)                  | Cage Rage 22                                 | 2007 de julho de 14     | 1     | 1:39  | Londres, Inglaterra               |                                            |
| Derrota | 12–4   | Tsuyoshi Kohsaka   | Nocaute técnico (socos)                  | PRIDE 31: Dreamers                           | 2006 de fevereiro de 26 | 1     | 1:20  | Saitama, Japão                    |                                            |
| Vitória | 12–3   | Hirotaka Yokoi     | Nocaute técnico (joelhadas)              | PRIDE 29                                     | 2005 de fevereiro de 20 | 1     | 9:08  | Saitama, Japão                    |                                            |
| Vitória | 11–3   | Mike Bencic        | Nocaute (soco)                           | PRIDE Bushido 2                              | 2004 de fevereiro de 15 | 1     | 0:11  | Yokohama, Japão                   |                                            |
| Derrota | 10–3   | Yuki Kondo         | Nocaute técnico (interrupção médica)     | PRIDE Shockwave 2003                         | 2003 de dezembro de 31  | 1     | 3:27  | Saitama, Japão                    |                                            |
| Vitória | 10–2   | Andrei Kopylov     | Nocaute técnico (corte)                  | PRIDE 22                                     | 2002 de setembro de 29  | 1     | 6:02  | Japão                             |                                            |
| Vitória | 9–2    | Wataru Sakata      | Decisão (unânime)                        | UFO: Legend                                  | 2002 de agosto de 8     | 3     | 5:00  | Tóquio, Japão                     |                                            |
| Derrota | 8–2    | Murilo Rua         | Decisão (unânime)                        | PRIDE 20                                     | 2002 de abril de 28     | 3     | 5:00  | Yokohama, Japão                   |                                            |
| Vitória | 8–1    | Igor Vovchanchyn   | Finalização (triângulo de braço)         | PRIDE 17                                     | 2001 de novembro de 3   | 1     | 2:52  | Tóquio, Japão                     |                                            |
| Vitória | 7–1    | Hiromitsu Kanehara | Decisão (maioria)                        | C2K Colosseum 2000                           | 2000 de maio de 26      | 3     | 5:00  | Japão                             | Won Coliseum 2000 Heavyweight Championship |
| Vitória | 6–1    | Chris Haseman      | Nocaute técnico (finalização por socos)  | Caged Combat 1: Australian Ultimate Fighting | 1997 de março de 22     | 1     | 1:12  | Sydney, Austrália                 | Won Caged Combat 1 Tournament              |
| Vitória | 5–1    | Neil Bodycote      | Nocaute técnico (finalização por socos)  | Caged Combat 1: Australian Ultimate Fighting | 1997 de março de 22     | 1     | 0:47  | Sydney, Austrália                 | Caged Combat 1 Semifinals                  |
| Vitória | 4–1    | Vernon White       | Decisão (unânime)                        | Caged Combat 1: Australian Ultimate Fighting | 1997 de março de 13     | 3     | 5:00  | Sydney, Austrália                 | Caged Combat 1 First Round                 |
| Vitória | 3–1    | Andrey Dudko       | Finalização (kimura)                     | MARS: Martial Arts Reality Superfighting     | 1996 de novembro de 22  | 1     | 4:15  | Alabama, Estados Unidos           | Won MARS Superfight Championship           |
| Derrota | 2–1    | Igor Zinoviev      | Nocaute técnico (interrupção médica)     | Extreme Fighting 1                           | 1995 de novembro de 18  | 1     | 11:39 | Carolina do Norte, Estados Unidos | EDC Middleweight Tournament finals         |
| Vitória | 2–0    | Rudyard Moncayo    | Nocaute técnico (finalização por socos)  | Extreme Fighting 1                           | 1995 de novembro de 18  | 1     | 2:42  | Carolina do Norte, Estados Unidos | EFC Middleweight Tournament Semifinal      |
| Vitória | 1–0    | Jose Balduino      | Nocaute técnico (finalização por golpes) | Duelo de Titas 1                             | 1995 de setembro de 1   | N/A   | N/A   | Brasil                            |                                            |

## Histórico de lutas de grappling
| Resultado | Oponente         | Método                                   | Evento               | Data | Round | Tempo | Notas |
| Derrota   | Ricardo Liborio  | Decisão                                  | ADCC 2015 Superfight | 2015 |       |       |       |
| Vitória   | Fabio Gurgel     | Decisão                                  | ADCC 2013 Absoluto   | 2013 |       |       |       |
| Vitória   | Renzo Gracie     | Pontos                                   | ADCC 2011 Absoluto   | 2011 |       |       |       |
| Derrota   | Roger Gracie     | Pontos                                   | ADCC 2003 –99 kg     | 2003 |       |       |       |
| Derrota   | Mark Kerr        | Penalidade                               | ADCC 1999 Absoluto   | 2001 |       |       |       |
| Vitória   | Enson Inoue      | Pontos                                   | ADCC 1999 Absoluto   | 1999 |       |       |       |
| Derrota   | Rodrigo Comprido | Vantagem                                 | World Championship   | 1999 |       |       |       |
| Derrota   | Leonardo Leite   | Pontos                                   | World Championship   | 1999 |       |       |       |
| Vitória   | Roberto Roleta   | Vantagem                                 | World Championship   | 1998 |       |       |       |
| Vitória   | Royler Gracie    | Finalização (estrangulamento de relógio) | World Championship   | 1998 |       |       |       |
| Derrota   | Roberto Roleta   | Pontos                                   | World Championship   | 1998 |       |       |       |
| Vitória   | Simon Siasi      | Finalização (chave de joelho)            | ADCC 1998 Absoluto   | 1998 |       |       |       |
| Vitória   | Oleg Taktarov    | Pontos                                   | ADCC 1998 Absoluto   | 1998 |       |       |       |
| Vitória   | Ricardo Alves    | Finalização (estrangulamento)            | ADCC 1998 –99 kg     | 1998 |       |       |       |
| Vitória   | Renato Verissimo | Finalização (estrangulamento)            | ADCC 1998 –99 kg     | 1998 |       |       |       |
| Vitória   | Larry Parker     | Finalização (chave de braço)             | ADCC 1998 –99 kg     | 1998 |       |       |       |
| Vitória   | Muhammad Saleh   | Pontos                                   | ADCC 1998 –99 kg     | 1998 |       |       |       |
| Vitória   | Roberto Correa   | Finalização (chave de pulso)             | World Championship   | 1997 |       |       |       |
| Vitória   | Saulo Ribeiro    | Pontos                                   | World Championship   | 1997 |       |       |       |
| Vitória   | Francisco Bueno  | Finalização (chave de pulso)             | Atlantico Sul        | 1994 |       |       |       |

## Alunos Destaque
- Carlão Santos [en]
- Marcello Salazar [en]